# ATX Open
L'ATX Open è un torneo professionistico di tennis che si è gioca all'aperto sul cemento del Westwood Country Club di Austin negli Stati Uniti in preparazione ai tornei di Indian Wells e Miami. La prima edizione si svolge dal 27 al 5 febbraio 2023, ed è classificato come torneo di categoria WTA 250.

## Albo d'oro

### Singolare
| Anno | Categoria | Campionessa    | Finalista         | Punteggio   |
| ---- | --------- | -------------- | ----------------- | ----------- |
| 2023 | WTA 250   | Marta Kostjuk  | Varvara Gračëva   | 6–3, 7–5    |
| 2024 | WTA 250   | Yuan Yue       | Wang Xiyu         | 6–4, 7–6(4) |
| 2025 | WTA 250   | Jessica Pegula | McCartney Kessler | 7-5, 6-2    |

### Doppio femminile
| Anno | Categoria | Campionesse                    | Finaliste                            | Punteggio        |
| ---- | --------- | ------------------------------ | ------------------------------------ | ---------------- |
| 2023 | WTA 250   | Erin Routliffe Aldila Sutjiadi | Nicole Melichar-Martinez Ellen Perez | 6–4, 3–6, [10–8] |
| 2024 | WTA 250   | Olivia Gadecki Olivia Nicholls | Katarzyna Kawa Bibiane Schoofs       | 6–2, 6–4         |
| 2025 | WTA 250   | Anna Blinkova Yuan Yue         | McCartney Kessler Zhang Shuai        | 3-6, 6-1, [10-4] |